# Роман Ступницький
Роман Ступницький (пол. Roman Stupnicki, нар. 1913, Львів, Австро-Угорщина — пом. 27 січня 1954) — польський хокеїст, нападник.

## Із біографії
Народився 1913 у місті Львів. Виступав у складі місцевої хокейної команди «Чарні». У сезоні 1933/34 львівський клуб здобув срібні нагороди національного чемпіонату, а наступного року — титул чемпіона країни.
У складі національної збірної був учасником Олімпійських ігор 1936 у Гарміш-Партенкірхені. До речі, на цьому турнірі був ще один представник львівського хокею: Казимир Соколовський («Лехія»). На змаганнях провів один матч, зі збірною Латвії. Польські хокеїсти забили у ворота суперників дев'ять голів і один з них на рахунку Романа Ступницького. Всього за збірну Польщі провів 23 матчі та закинув 6 шайб. Подальша доля невідома.

## Досягнення
- Чемпіон Польщі (1): 1935
- Віце-чемпіон Польщі (1): 1934

## Статистика виступів на Олімпійських іграх
| № | Дата та місце проведення          | Команда | Рахунок | Суперник |
| - | --------------------------------- | ------- | ------- | -------- |
| 1 | 8 лютого 1936 Гарміш-Партенкірхен | Польща  | 9 : 2   | Латвія   |